# Lyndon (Juneau)
Lyndon es un pueblo ubicado en el condado de Juneau en el estado estadounidense de Wisconsin. En el Censo de 2010 tenía una población de 1.384 habitantes y una densidad poblacional de 18,29 personas por km².

## Geografía
Lyndon se encuentra ubicado en las coordenadas 43°40′5″N 89°52′7″O / 43.66806, -89.86861. Según la Oficina del Censo de los Estados Unidos, Lyndon tiene una superficie total de 75.65 km², de la cual 71.76 km² corresponden a tierra firme y (5.14%) 3.89 km² es agua.

## Demografía
Según el censo de 2010, había 1.384 personas residiendo en Lyndon. La densidad de población era de 18,29 hab./km². De los 1.384 habitantes, Lyndon estaba compuesto por el 82.8% blancos, el 1.23% eran afroamericanos, el 11.99% eran amerindios, el 0.87% eran asiáticos, el 0.07% eran isleños del Pacífico, el 2.02% eran de otras razas y el 1.01% pertenecían a dos o más razas. Del total de la población el 3.54% eran hispanos o latinos de cualquier raza.